# 佐伯智恵
佐伯 智恵（さえき ちえ、1999年3月5日 - ）は、香川県出身の女子競輪選手。日本競輪選手会愛媛支部所属（当初は香川支部所属）、現在のホームバンクは松山競輪場。日本競輪学校（当時。以下、競輪学校）第114期生。師匠は大西祐（91期）。

## 経歴
中学時代は剣道、高校時代から自転車競技を始め、2016年四国高等学校自転車競技選手権大会500mタイムトライアル優勝、2016インターハイ500mタイムトライアル4位という実績を残した。
2017年1月12日、競輪学校第114回技能試験に合格。在校競走成績は13位（8勝）。卒業記念レースは5着。
2018年7月9日、高松競輪場でデビューし5着。初勝利は同年11月29日の和歌山競輪場。
初優勝は、2020年1月25日の松阪競輪場で挙げた。
ホームバンクとしていた観音寺競輪場が閉鎖される事もあり、同年4月24日付けでデビューより在籍していた香川支部から愛媛支部へ移籍した。